# اورتا دی آتلا
اورتا دی آتلا (به ایتالیایی: Orta di Atella) یک کومونه در ایتالیا است که در استان کسرتا واقع شده‌است. اورتا دی آتلا ۱۰٫۷ کیلومتر مربع مساحت و ۲۷٬۲۴۴ نفر جمعیت دارد و ۳۶ متر بالاتر از سطح دریا واقع شده‌است.